# Theodor Mayer
Theodor Heinrich Mayer (Viena, 3 de enero de 1874 – Viena, 29 de noviembre de 1956) fue un arquitecto austríaco.

## Biografía
Estudió en la Escuela de Comercio de Viena, donde se graduó en 1894.
En 1902 empezó a colaborar con Hans Mayr, discípulo de Otto Wagner, y juntos proyectaron y construyeron edificios de viviendas principalmente en Viena. Tras la muerte de su socio a principios de 1918 como consecuencia de una gripe, Mayer se desvinculó por completo del mundo de la arquitectura. Desde entonces, centró su actividad laboral en el desarrollo de empresas de carácter industrial.
Cuando se constituyó la Österreichischer Werkbund, Mayer se convirtió en uno de los primeros miembros.
En marzo de 1939, tras la anexión de Austria por la Alemania nazi, emigró a Inglaterra, donde residió primero en Londres y posteriormente en Oxford hasta 1951, cuando regresó nuevamente a Viena.
El conjunto de su obra se caracteriza por el predominio de las formas geométricas en la que destacan las bandas verticales u horizontales en detrimento de la decoración ornamental, floral o figurativa, encuadrada dentro de un estilo moderadamente moderno.